# جاستن ويلسون (لاعب كرة قاعدة)
جاستن ويلسون (بالإنجليزية: Justin Wilson)‏ هو لاعب كرة قاعدة أمريكي، ولد في 18 أغسطس 1987 في آناهايم في الولايات المتحدة.

## وصلات خارجية
- جوستين ويلسون على موقع دوري كرة القاعدة الرئيسي (الإنجليزية)
- جوستين ويلسون على موقعبيزبول رفرنس.كوم (الدوري الرئيسي) (الإنجليزية)
- جوستين ويلسون على موقعبيزبول رفرنس.كوم (الدوري الثانوي) (الإنجليزية)
- جوستين ويلسون على موقع إي إس بي إن.كوم (أم.أل.بي) (الإنجليزية)
- جوستين ويلسون على موقع مشجعي الرسوم البيانية (الإنجليزية)